# Autocharis hedyphaes
Autocharis hedyphaes är en fjärilsart som beskrevs av Turner 1913. Autocharis hedyphaes ingår i släktet Autocharis och familjen Crambidae. Inga underarter finns listade i Catalogue of Life.

## Bildgalleri

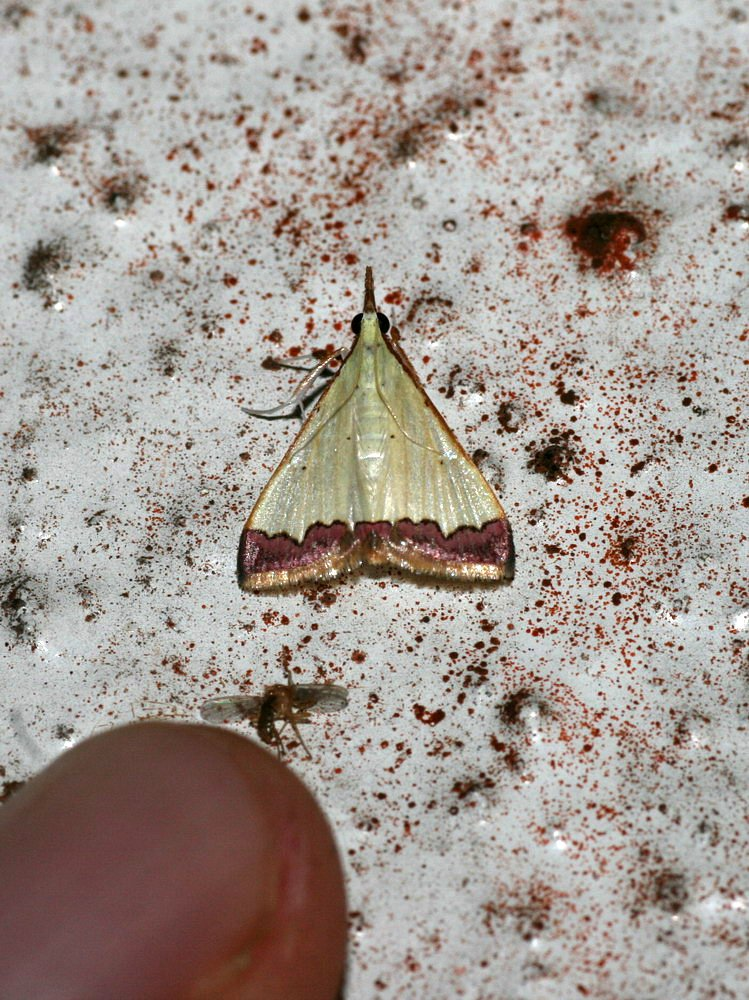